# 祖尼 (科羅拉多州)
祖尼（英語：Zuni）是位於美國科羅拉多州亞當斯縣的一個非建制地區。該地的面積和人口皆未知。

## 地理
祖尼的座標為39°48′12″N 105°01′18″W / 39.80333°N 105.02167°W，而該地的平均海拔高度為1589米（即5213英尺）。